# Chiesa di San Giovanni Battista (Genova, San Fruttuoso)
La chiesa di San Giovanni Battista è luogo di culto cattolico situato nel quartiere di San Fruttuoso, in via Benvenuto Cellini, nel comune di Genova nella città metropolitana di Genova. La chiesa è sede della parrocchia omonima del vicariato di San Fruttuoso dell'arcidiocesi di Genova.

## Storia
Sul colle di Paverano, alle spalle di piazza Giovanni Martinez, sorge il complesso di San Giovanni Battista, costruito nel 1118 come sede del Priorato dei canonici regolari di Santa Croce di Mortara, detti comunemente Mortariensi, che vi rimasero fino all'inizio del XV secolo, quando la congregazione fu annessa dal papa Martino V ai canonici regolari lateranensi.
Nel 1411 il complesso fu dato in commenda al cardinale Ludovico Fieschi. Nel 1595 la chiesa ed il convento passarono alla compagnia di Gesù che ne fecero sede del loro noviziato; nel 1656, in occasione di un'epidemia di peste fu adibito a lazzaretto. Abbandonato dai Gesuiti nel 1659, dal 1687 vi si installarono i padri Scolopi, che vi rimasero fino al 1797, quando le istituzioni religiose furono soppresse dalle leggi napoleoniche. Danneggiato durante l'occupazione francese alla fine del Settecento il complesso di Paverano fu venduto a privati e adibito a civile abitazione. Le opere d'arte furono disperse e la chiesa andò in rovina. Intorno alla metà dell'Ottocento fu acquistato dal Comune di Genova come sede del nuovo ricovero di mendicità, che fu inaugurato nel 1853.
La chiesa fu eretta in parrocchia nel 1899 dall'arcivescovo Tommaso Reggio, ma pochi anni più tardi il comune decise di trasferire il ricovero in una nuova sede alla Doria, cosa che avvenne nel 1911 e il titolo parrocchiale fu trasferito alla chiesa del nuovo complesso assistenziale. Da quella data il Paverano (come era comunemente chiamata la struttura) ospitò una sezione dell'ospedale psichiatrico genovese e la clinica neuropsichiatrica dell'università di Genova, sotto la direzione del celebre psichiatra modenese Enrico Morselli. Dopo il trasferimento della clinica universitaria all'Ospedale San Martino, avvenuto nel 1931, dal 1933 il complesso del Paverano passò all'Opera di Don Orione. Ai sacerdoti orionini è affidata anche la nuova parrocchia di San Giuseppe Cottolengo, adiacente alla struttura assistenziale.

## Descrizione
La chiesa di San Giovanni Battista di Paverano nel corso dei secoli ha subito numerose trasformazioni; dell'originaria struttura romanica restano la zona absidale, parte dei muri perimetrali, della facciata e della navata di destra. Gravemente danneggiata nel 1943 dai bombardamenti della seconda guerra mondiale, la chiesa è stata oggetto anche di un recente intervento di restauro, eseguito nel 2003.
L'interno è a tre navate; l'area del presbiterio, a testimonianza dell'origine conventuale dell'edificio, è molto ampia in rapporto alle navate ed ha la volta in pietra sorretta da semicolonne con capitelli sfero-cubici (caratteristica del romanico genovese).
Nell'abside della navata destra è presente un affresco seicentesco rappresentante La Madonna con angeli e sant'Ignazio, di incerta attribuzione (Giovanni Bernardo Carbone o Domenico Fiasella). L'affresco, con l'immagine del fondatore dei Gesuiti, testimonia la loro presenza nel complesso a quell'epoca. L'altare maggiore è decorato con un soprapporta in pietra del XV secolo raffigurante una Natività con le armi araldiche dei Doria, attribuito a Giovanni Gaggini.